# Wernersches Haus

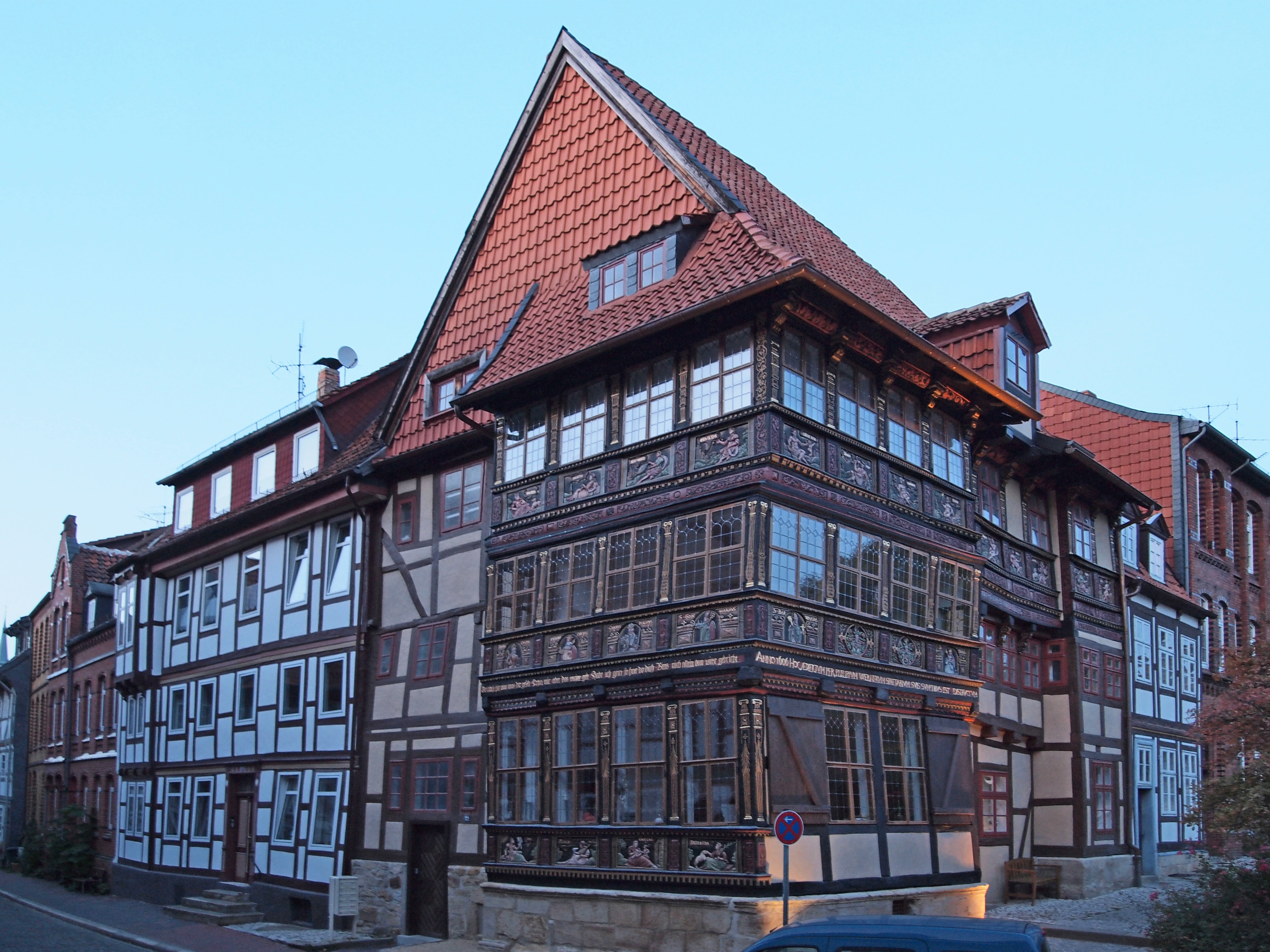
Das Wernersche Haus nach der Renovierung von 2011 in den ursprünglichen Farben

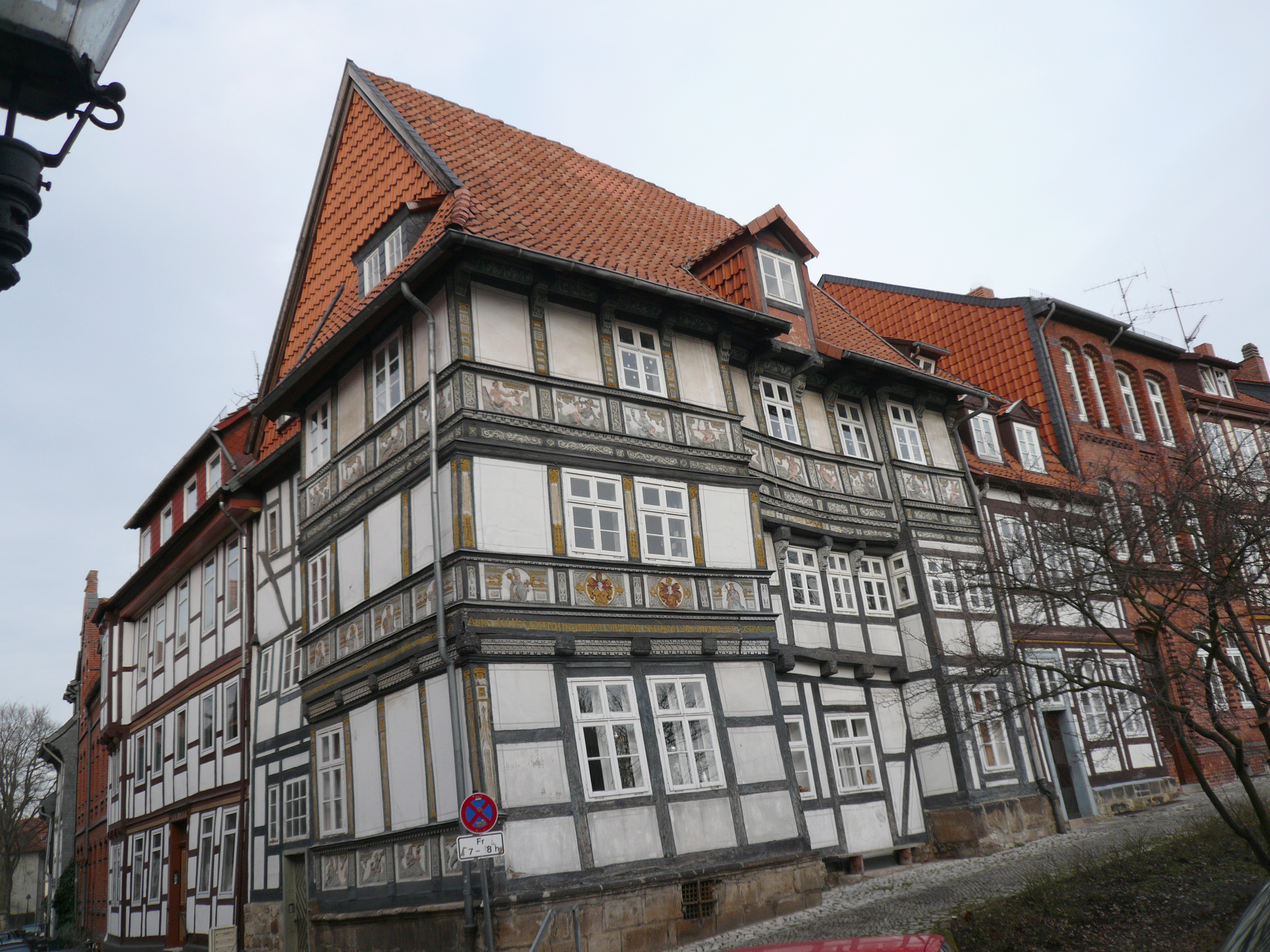
Das Wernersche Haus in der Farbfassung von 1976

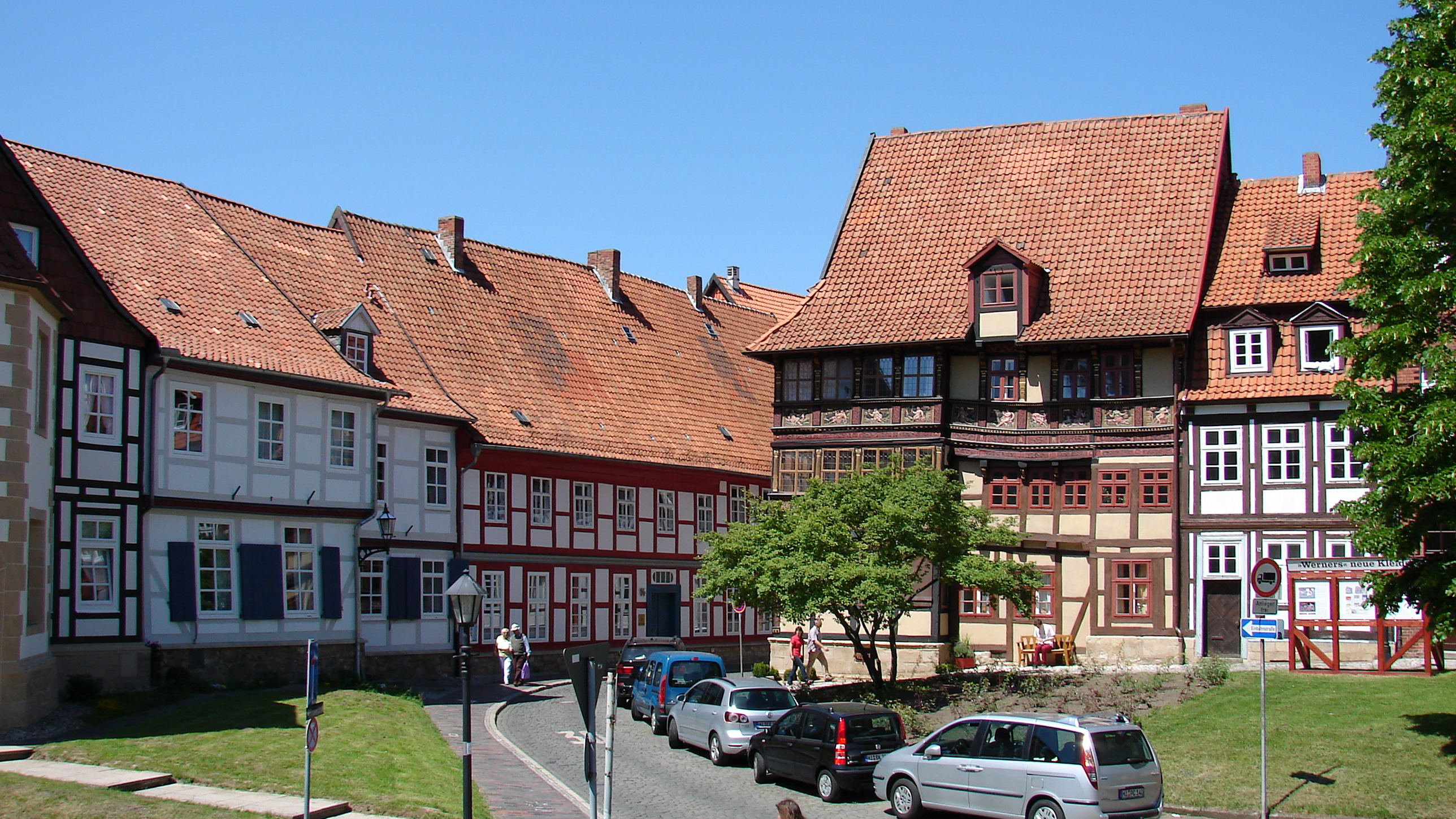
Das Wernersche Haus 2012

Das Wernersche Haus ist ein typisches bürgerliches Renaissance-Fachwerkhaus in Hildesheim.

## Beschreibung
Der dreistöckige Bau an der Ecke Hinterer Brühl und Godehardiplatz stammt aus dem Jahr 1606 und ist nach seinem Erbauer, dem bischöflichen Sekretär Philip Werner, benannt. Die Fassade ist mit Schnitzwerk reich geschmückt. Vier Brüstungsbilder versinnbildlichen Hoffnung, Glauben, Nächstenliebe und Geduld. Insgesamt befinden sich 29 Bildtafeln an der Fassade.

## Baugeschichte und gegenwärtiger Zustand
Das Gebäude blieb im Dreißigjährigen Krieg unbeschädigt. Beim Bombenangriff auf Hildesheim am 22. März 1945 erlitt es zahlreiche Brandschäden, die bis 1948 bereits behoben waren. Es wurde 1974 und 2011 grundlegend renoviert.

## Trivia
Im Kinofilm Du mein stilles Tal (1955), dessen Hauptschauplatz Schloss Söder ist, spielen einige Szenen vor dem Wernerschen Haus mit Blick in den Hinteren Brühl.